# كيتي بيري
كاثرين إليزابيث هيدسون (بالإنجليزية: Katheryn Elizabeth Hudson)‏ (مواليد 25 أكتوبر 1984) تعرف باسمها الفني كيتي بيري (بالإنجليزية: Katy Perry)‏ هي مغنية أمريكية وكاتبة أغاني وممثلة نشأت في كاليفورنيا، في بلدة سانتا باربارا، كاليفورنيا، وعاشت في كنف عائلة مسيحية حيث كان والداها قسيسين؛ لذلك كبرت على سماع الأغاني والموسيقى الدينية المسيحية، وفي شبابها وحياتها المهنية أهتمت بالأغاني الإنجيلية. وبعد إمضاءها على إتفاقية الألبوم مع «تسجيلات ريد هيل»، أصدرت أول ألبوم إستديو يحمل اسمها «كاتي هيدسون» في عام 2001. ثم انتقلت فيما بعد إلى مدينة لوس أنجلوس كي تستطيع الغناء خارج الإطار الديني. ووقعت على اتفاقية مع «تسجيلات كابيتول» في أبريل 2007 بعد انتهاء مدة إتفاقياتها مع «تسجيلات كولومبيا» و«مجموعة الجزيرة ديف جام الموسيقية».
اشتهرت كيتي في 2008 بفضل أغانيها المنفردة «قبلت فتاة» و«ساخن وبارد» التي أضافتهم لألبومها الثاني «واحد من الصبيان» وهو في نمط موسيقى البوب روك، وتسببت تلك الأغنيتين المنفردتين في إثارة الجدل لاحتوائهم على موضوعات مثيرة للجنس. أما عن الأغاني المنفردة «فتيات كاليفورنيا»، «حلم المراهقة»، «ألعاب نارية»، «إي تي» وأغنية «ليلة الجمعة السابقة» من ألبومها الثالث حلم المراهقة الذي يحتوي على موسيقى الديسكو قد حصلوا على المرتبة الأولى في قائمة بيلبورد هوت 100. وهكذا أصبح هذا الألبوم ثاني ألبوم يحتوى على خمسة أغاني أحتلوا المراتب الأولى في قائمة بيلبورد هوت 100، وأصبح أول ألبوم لإمرأة يحصل على هذا اللقب. وبعد أضافتها الأغنيتين المنفردتين «جزء مني» و«مستيقظ تماما» اللذان أيضا حصلا على المرتبة الأولى أعادت إصدار الألبوم باسم حلم المراهقة : الحلوى الكاملة في مارس 2012.
أحتوى ألبوم كيتي الرابع الذي أصدرته في 2013 واسمه منشور على موسيقى البوب والرقص وعلاوة على ذلك فقد حصلت كليبات هذا الألبوم على نسبة مشاهدة تجاوزت المليون في فيفو، ثم ضمت إليه الأغنتين المنفردتين زئير وحصان أسود التي حصلتا على نسبة مشاهدة تخطت المليار، وبذلك أصبحت بيري أول مطربة تحصل على نسبة مشاهدة كهذه لكليباتها وتعاونت في كتابة أغانيها مع العديد من المؤلفين وعلى رأسهم دكتور لوك وماكس مارتن. وتناولت موضوعات معينة مثل: احترام الذات وتطويرها، في بعض أغانيها مثل أغنيتي زئير و«ألعاب نارية». اشتهرت بيري بملابسها الأصلية والمسلية المزينة بالألوان اللامعة التي تحتوي على مواضيع متعلقة بالأطعمة.
حازت بيري العديد من الجوائز حتى اليوم ومن ضمنهم أربع مرات على جائزة موسوعة غينيس للأرقام القياسية. وضمتها مجلة فوربس لقائمة «السيدات اللاتي حصلن على مكانة عالية في الموسيقى» من عام 2011:2015. وباعت أكثر من 37 مليون ألبوم و138 مليون أغنية منفردة في جميع أنحاء العالم وبالتالي أصبحت إحدى المغنيات اللاتي حصلن على أكثر مبيعات في كل العصور. كما أطلقت بيري العديد من منتجات العطور التي تحمل اسمها كعلامة تجارية مثل عطور «كيلر كوين»، و«ميو!»، و«بو»، وعطر «ماد بوشن». وفي شهر يوليو 2012 أصدرت فيلمها الوثائقي الذي يحمل اسم «كيتي بيري: جزء مني» الذي ركز على جزء من مسيرتها الفنية، وتناول أيضا قصة انفصالها عن زوجها الممثل الإنجليزي راسل براند.

## حياتها الشخصية والمهنية

### 1984–1998: سنواتها الأولى
نشأت كاتي بيري في كاليفورنيا، في بلدة سانتا بربارا، وعاشت في كنف عائلة مسيحية حيث كان والداها قسيسين. أبيها يدعى موريس كيت، ووالدتها ماري كريستين. ففي بداية شبابها عاشت حياة مليئة بالجنان، ثم بعد ذلك اتجهت إلى الإله. فهي لديها أصول من البرتغال، وألمانيا، وأيرلندا وإنجلترا. في الأساس، كاتي من أصل عائلة فنية فخالها المنتج ومخرج الأفلام فرانك بيري. لديها أخ وأخت، فأخيها الصغير يدعى دافيد وهو أيضًا مطرب،  وأختها الكبرى تدعى أنجيلا. في السنوات الأولى من حياتها، تحديدًا من عمر ثلاث إلى أحد عشر عامًا، انتقلت من مدينة إلى أخرى بحكم تأسيس والديها الكنائس في أماكن متعددة في الدولة، وأخيرا استقرت في سانتا بربارا.واشتركت في طفولتها ومراحل تعليمها الابتدائي في العديد من المعسكرات والمدارس الدينية وعلى رأسهم مدرستي باراديس والي المسيحية في الأريزونا وسانتا باربارا في كاليفورنيا. وفي طفولتها وشبابها كانت عائلتها تعيش ضائقة مالية،  حتى وصل بهم الأمر لاستخدام برنامج المساعدة للتغذية التكميلية، كما حصلوا على الطعام من بنك الغذاء الهادف لإشباع احتياجات أعضاء جمعية الكنيسة من أطعمه وماشابه ذلك.
وقضت طفولتها مستمعة للأغاني المسيحية،  وتعرف على الموسيقى الشعبية بفضل أسطوانات صديقاتها. ووضحت كاتي أنها لم تكن متدينة بشكل متعصب كعائلتها وقالت أنها دائما تدعو الله لكي تستطيع أن تتحكم في نفسها وأن تظل متواضعة. وبدأت بالغناء متتبعة أختها أنجيلا وتدربت على أسطواناتها.في إحدى المرات التي كانت تغني فيها مع أهلها خطر على بالهم أن تأخذ دروسًا في فن الصوتيات، وبالفعل عندما تمت التاسع من عمرها بدأت في تلقي دروس تدريبة في فن الصوتيات والإلقاء،  وقامت بإلقاء الأغاني في الكنيسة من عمر تسع إلى سبعة عشر عامًا. وعندما كانت في التاسعة ألقت أغانيها التي كتبتها بين الناس، وفي يوم ميلادها الثالث عشر أحضرت لنفسها جيتارًا. وجربت التزحلق على الجليد وركوب الأمواج حتى تصبح بنت كاليفورنيا نموذجية، علاوة على ذلك تعلمت العديد من الرقصات متلقةً دروسًا في فن الرقص. وحينما كانت في مرحلة المراهقة قال عنها دافيد إنها«فتاة مسترجلة تمامًا».

### 1999–2006: بداية حياتها المهنية
قد اجتازت بيري وهي في عمر الخامسة عشر اختبار تطوير التعليم العام، وتركت المدرسة الثانوية«دوس بوبلوس»؛ لكي تبدأ بالالتحاق في مهنة الموسيقى والغناء.ودرست فترة في الأوبرا الإيطالية في سانتا باربارا.جذبت طريقة بيري في الغناء، انتباه مغني الروك في ناشفيل أمثال ستيف توماس وجنيفار كناب، وذهبت إلى ناشفيل لتحسين مهارتها في الكتابة.
وبدأت بيري بتسجيل الأغاني قبل إصدارها الرسميوكتبت الأغاني وتعلمت العزف على الجيتار. ثم قامت بإصدار ألبومها الأول الذي يحمل اسمها «كاتي هدسون»، بعد توقيعها على إتفاقية مع تسجيلات ريد هيل، في تاريخ 6مارس 2001. وانضمت في العام نفسه إلى جولة تدعى The Strangely Normal Tour للموسيقي «فيل جويل».

### 2009–2007: شهرتها بألبوم "وان أوف ذا بويز
عقب تخلي شركة كولومبيا للسجلات تعاقدها مع كاتي بيري، قامت مؤسسه الحملات الترويجيه للشركه انجيليكا كوب بياهر بالاستماع إلي جاسون فلوم المسؤل التنفيذي لسجلات فيرجن، واعتقدت شركة تسجيلات كايبتول وفلوم، إمكانية تحويل كاتي بيري إلي نجمة صاعدة متحدين. وقامت بيري في أبريل 2007 بتوقيع عقد مع الشركة.
قدم المنتج والمغني دكتور لوك من قبل الشركة من اجل أن تكون اضافه إلي الأعمال والعروض الموجودة، حيث قام كل من دكتور لوك وكاتي بيري بكتابة «أي كيست آ جيرل» و«هوت أن كولد».
في الألبوم الثاني المسمي وان أوف ذا فويس.
وفي نوفمبر لعام 2007، بداء في حملة تهدف إلي تسويق وتقديم كاتي بيري إلي الموسيقي والفن بواسطة إدخالها في كليب "Ur So Gay".
عقب ذلك في اطار الحملات الترويجية نشر كليب «يور سو جاى»، وفي نفس الوقت قد رافقه ألبوم علي أسطوانة مطولة.
وفي أبريل لعام 2008، صرحت كل من مادونا (مغنية) وجون راي مع رايتش في برنامج راديو إذاعي بان أغنية«يور سو جاي» إحدى الأغاني المفضلة لديهم، 
وقد ساعد مدح مادونا للأغنية في اتجاه الأشخاص والبداء في سماعها. أما في عام 2008، كانت كاتي بيري ضيفة في مسلسل "Wildfire" في حلقه تسمي «الحياة قصيرة جدا»،  أما بخصوص يونيو فقد مثلت في مسلسل "The Young and the Restless" وقد ظهرت علي غلاف مجلة المسلسل كذلك. وقد نشرت كاتي بيري عام 2008، أول أغنية منفردة لها مع شركة كابيتول لتسجيلات بعنوان «أي كيست آ جيرل».
وقد حازت الأغنية علي الموقع الأول في بيلبورد هوت 100، وقد استمر ألبوم«وان أوف ذا فويس» في الأسواق العالمية، ل17 يونيو.وقد جمع الكثير من التعليقات والانتقادات.
وقد باعت حوالي 7 ملايين نسخة في جميع انحاء العالم،  وفي 9 يوليو قدمت أغنية«هونن أي كولد» كالأغنية الثانية لها في الألبوم،  وقد جسدت هذه الاغنية نجاح الالبوم كله ووصلت في المرتبة الثالثه وتربع في بعض البلاد للمرتبة الأولى مثل ألمانيا، النمسا ، هولندا وكندا،  وفي عام 2009قد احتلت اغاني لها مثل "Thinking of You" و"Waking Up in Vegas"
علي المركز ال30 في هوت بيبلوود 100،  نشر في 27 يناير لعام 2009 علي موقع اي تونز؛ نتيجه لنجاحها المنفرد في نفس الألبوم، الذي سجلته مع وكالة المصفوفة في عام 2004.
بعد انتهاء كاتي بيري من جولتها لحفلات الروك عام 2008، تم استضافة كاتي بيري بمهرجان «ام تي في» للجوائز الموسيقية الأوروبية بنوفمبر عام 2008، حيث فازت بجائزة أفضل عمل فني. ولقد بدأت في أول جولة عالمية لها تسمي جولة مرحبا كاتي من شهر يناير إلى شهر نوفمبر عام 2009. في الرابع من أغسطس عام 2009 غنت افتتاحية الجولة الصيفية لعام 2009 لفرقة no doubt. وفي عام 2009 تم استضافة كاتي بيري بمهرجان «ام تي في» للجوائز الموسيقية الأوروبية لعام 2009، وبذلك تصبح أول شخص يتم استضافته بحفل لمرتين متتاليتين. في 22 يوليو عام 2009 سجلت كاتي بيري ألبوم مباشر اسمه إم تي في إنبلجد والذي تميز الأداء فيه بوجود خمسة مسارات لفرقة «وان اوف ذا بويز» بالإضافة إلى أغنيتين اضافيتين هما "Brick by Brick" و"Hackensack". وتم الإعلان عنه يوم 17 نوفمبر عام 2009. ولقد ظهرت كاتي بيري أيضا في أغنيتين منفردين خارج الألبوم مع فنانين آخرين ولقد ظهرت في ريمكس مع فرقة كلورادو وكانت أسم الأغنية ستارترك في سبتمبر عام 2009.، وفي يناير عام 2010 قامت بعمل دويتو مع فرقة تيمبالاند بعنوان «إذا تقابلنا مرة أخرى» من ألبومه «الصدمة المرحلة الثانية». ولقد تم تسجيلها في موسوعة غينيس للأرقام القياسية كأفضل فنانة في الولايات المتحدة تسجل أعلى نسبة مبيعات تصل إلى أكثر من مليوني نسخة.
ولقد أثارت أغنية «أي كيست آ جيرل» ومن ناحية أخرى تم إتهامها باستخدام الفضول من أجل الكسب وبيع التسجيلات، وردا على تلك التكهنات تم لاقول بأن والديها يعارضان موسيقاها وحياتها المهنية، وردت كاتي بيري بأنها ليس لديها مشاكل أمام طريق نجاحها. بعد علاقة كاتي بيري ب إم سي كوي التي إنتهت بديسمبر عام 2008، في صيف عام 2009 إلتقت كاتي بيري بزوجها المستقبلي راسل براند أثناء تصويره لفيلم«كيت هيم تو ذا جريك».ومشهدهما حيث كانوا يقبلون بعضهم البعض لم يظهر في الفيلم. ولقد بدأت في مواعدة براند بعد مقابلته مرة أخرى بمهرجان توزيع الجوائز الأوروبي في ديسمبر عام 2009. وتم خطبة الإثنين في 31 ديسمبر عام 2009 بينما كانوا يقضون العطلة في راجستان (الهند).

## الجوائز والترشيحات
رُشحت كاتي لعدة جوائز، خلال حياتها الفنية، ومنها جائزة الغرامي الفنية لأفضل ألبوم«تيين اج دريم»، وفازت بجائزة MTV Video Music Award لأغنية«فاير وورك» باعتبارها أفضل أغنية مصورة، لعام 2011...كما حازت على 304 جائزة.
| الجائزة                         | الفوز | الترشيح |
| ------------------------------- | ----- | ------- |
| American Music Awards           | 5     | 14      |
| ARIA Music Awards               | 0     | 2       |
| ASCAP Pop Music Awards          | 14    | 14      |
| Billboard Music Awards          | 5     | 35      |
| Brit Awards                     | 1     | 4       |
| Echo Awards                     | 0     | 4       |
| ELLE STYLE Awards               | 1     | 1       |
| Los Premios MTV Latinoamérica   | 2     | 5       |
| MTV Europe Music Awards         | 6     | 27      |
| MTV Video Music Awards          | 5     | 26      |
| Nickelodeon Kids' Choice Awards | 3     | 12      |
| NME Awards                      | 1     | 5       |
| NRJ Music Awards                | 3     | 12      |
| People's Choice Awards          | 14    | 24      |
| Teen Choice Awards              | 6     | 30      |
| Grammy Awards                   | 0     | 13      |

| المجموع   |     |
| --------- | --- |
| الترشيحات | 439 |
| الفوز     | 304 |

## الجولات
| اسم الجولة            | السنوات |
| --------------------- | ------- |
| جولة هيلو كاتي        | 2009    |
| جولة أحلام كاليفورنيا | 12-2011 |
| جولة العالم المنشور   | 15-2014 |
| جولة: الشاهد          | 18-2017 |
| جولة: العمر           | 2025    |

## ديسكغرافيا

### ألبومات إستوديو
- (2001) كاثي هدسن Katy Hudson
- (2008) واحد من من الصبيان One of the Boys
- (2010) حلم المراهقة Teenage Dream
- (2013) منشور Prism
- (2017) الشاهد (Witness)
- (2020) الابتسامة (Smlie)

ألبوم 143 (وهو ألبوم العودة لكيتي بيري بعد غيابها عن تسجيل الألبومات لمدة 4 سنوات) (2024)

### ألبومات مباشرة
- (2009) إم تي في أنبلغد (MTV Unplugged)

### ألبومات أُعيد إصدارها
- (2012) حلم المراهقة : الحلوى الكاملة Teenage Dream : The Complete Confection

## التلفاز
| السنة | العنوان                    | الدور    | ملاحظة                                      |
| ----- | -------------------------- | -------- | ------------------------------------------- |
| 2008  | The Young and the Restless | نفسها    | حلقة 8914                                   |
| 2008  | Wildfire                   | نفسها    | "الحياة قصيرة جدا"(الموسم 4، الحلقة 8)      |
| 2010  | أميريكان آيدول             | ضيفة حكم | الموسم 9، الحلقة 5                          |
| 2010  | The X Factor               | ضيفة حكم | الموسم 7، الحلقة 2                          |
| 2010  | Sesame Street              | نفسها    | الإنترنت الخاص (حذف من حلقة تلفزيونية)      |
| 2010  | عائلة سيمبسون              | نفسها    | الموسم 22، الحلقة 8                         |
| 2011  | كيف قابلت أمكم             | هوني     | الموسم 6، الحلقة 15                         |
| 2011  | America's Got Talent       | ضيفة حكم | الموسم 6، تاريخ 27 تموز/يوليو               |
| 2012  | Raising Hope               | Rikki    | حلقة واحدة "Single White Female Role Model" |

## الأفلام
| السنة | العنوان                  | الدور            | ملاحظة     |
| ----- | ------------------------ | ---------------- | ---------- |
| 2010  | "جيت هيم تو ذا جريك"     | نفسها            | مشهد محذوف |
| 2010  | "أوت إن ذا ديزرت"        | نفسها            |            |
| 2011  | السنافر                  | سميرفيت (سنفورة) | صوت        |
| 2012  | "كاتي بيري: بارت أوف مي" | نفسها            | دور أساسي  |
| 2013  | السنافر 2                | سميرفيت (سنفورة) | صوت        |

## روابط خارجية
- كيتي بيري على موقع IMDb (الإنجليزية)
- كيتي بيري على موقع ميتاكريتيك (الإنجليزية)
- كيتي بيري على موقع الموسوعة البريطانية (الإنجليزية)
- كيتي بيري على موقع روتن توميتوز (الإنجليزية)
- كيتي بيري على موقع قاعدة بيانات الأفلام العربية
- كيتي بيري على موقع ألو سيني (الفرنسية)
- كيتي بيري على موقع ميوزك برينز (الإنجليزية)
- كيتي بيري على موقع رولينغ ستون (الإنجليزية)
- كيتي بيري على موقع تيرنر كلاسيك موفيز (الإنجليزية)
- كيتي بيري على موقع أول موفي (الإنجليزية)